# Картина с белой рамкой (Кандинский)
«Картина с белой рамкой» (англ. Painting with White Border, нем. Bild mit weißem Rand) — абстрактная картина русского художника Василия Кандинского, написанная в 1913 году и хранящаяся в Музее Соломона Гуггенхайма в Нью-Йорке.

## История создания
Работа Василия Кандинского «Картина с белой рамкой» был вдохновлен поездкой художника в Москву осенью 1912 года. Вернувшись в Мюнхен, где он с перерывами жил с 1896 года, Кандинский искал способ визуально запечатлеть «чрезвычайно сильные впечатления от родной России, которые сохранились в его памяти». В течение пяти месяцев он исследовал различные мотивы и композиции в этюде за этюдом, свободно переходя от карандаша, пера и чернил к акварели и масляным краскам и обратно. Сделав не менее 16 этюдов, Кандинский наконец пришёл к живописному решению картины: белой кайме. В своём основополагающем трактате 1911 года «О духовном в искусстве: и живописи в частности» Кандинский писал, что белый цвет выражает «гармонию тишины... чреватую возможностями?».

## Описание
«Картина Кандинского с белой каймой» — редкий взгляд на творческий процесс Кандинского, демонстрирующий постепенный и обдуманный способ, которым художник стремился перевести свои идеи на смелый новый язык абстракции. Сам Кандинский писал о данной работе следующее:
Один центр слева: комбинация стоящих форм, достигающих второго центра чистыми мощными мазками; красный довольно подвижен, синий замыкается в себе (отчётливое концентрическое движение). Поэтому используемые средства также чрезвычайно просты, довольно явны и ясны. 
Второй центр справа: широкие изогнутые мазки кисти (которые стоили мне большого труда). И снаружи, и внутри этого центра есть светящиеся (почти белые) шипы, которые придают довольно меланхоличной дугообразной форме реминисценцию энергичного „внутреннего кипения“. Это приглушается (делая его в некотором роде преувеличенным) тусклыми синими оттенками, которые лишь изредка приобретают более кричащий оттенок и которые (в совокупности) окружают верхнюю форму более или менее яйцевидным фоном. Это как маленький независимый мир — не просто инородное тело, которое просто добавляется к целому, а скорее распускающийся цветок. По краям я проработал эту более или менее яйцевидную форму так, чтобы она лежала отчётливо открытой, но не создавала слишком резких или резких эффектов: например, я сделал края более чёткими вверху и менее чёткими внизу. Зритель, чей взгляд следует за краем, испытывает внутреннюю эмоцию, подобную катящимся волнам.
Два центра разделены и в то же время объединены многочисленными более или менее чёткими формами, некоторые из которых представляют собой просто пятна зелёного цвета. Использование такого количества зелёной краски было абсолютно бессознательным и, как я чувствую сейчас, целенаправленным: я не хотел добавлять слишком много беспокойства к этой явно бурной картине. Позже я понял, что скорее хотел использовать беспокойство, чтобы выразить тишину. Я даже использовал слишком много зелёного, особенно парижского синего (тусклый округлый холодный оттенок), и в результате только позже мне удалось уравновесить и отодвинуть чрезмерность этих цветов, что было тяжёлой работой…